# Saison 2022-2023 du FC Sochaux-Montbéliard
Maillots
Chronologie
Saison précédente
La saison 2022-2023 est la neuvième saison en deuxième division du Football Club Sochaux-Montbéliard. Le club, qui n'est jamais resté plus de trois ans éloigné de l'élite française du football, dispute sa neuvième saison consécutive à ce niveau. En juin 2023, le club est rétrogradé en Championnat National par la DNCG en raison d'un déficit financier de 22 millions d'euros. Le club a fait appel de cette sanction. Le 11 juillet 2023 la sanction est confirmée en appel.

## Transferts
Le néo-pro Elias Filet, rejoint le FC Progrès Niederkorn en prêt pour une saison, il inaugure ainsi le nouveau partenariat crée entre le FCSM et le club luxembourgeois. Un partenariat scellé dans le but pour Sochaux d'envoyer s’aguerrir ses joueurs au Luxembourg et permettre au Progrès d'offrir des opportunités à ses joueurs de découvrir le monde pro. Ce mercato voit la masse salariale s'alourdir considérablement en raison des salaires élevés et des primes insolentes attribuées à certains nouveaux arrivants, notamment Ibrahim Sissoko. Cette mauvaise gestion financière aura pour effet une relégation en National prononcée en fin de saison par la DNCG.